# Isabella Swan
Isabella Marie Swan – postać fikcyjna, główna bohaterka serii Zmierzch autorstwa Stephenie Meyer. W filmowej adaptacji w rolę Belli wcieliła się Kristen Stewart. Używa zdrobnienia imienia – Bella. Pod koniec wydarzeń opisanych w powieści zmienia nazwisko na Cullen.

## Opis postaci

### Losy
Bella wraz z rodzicami mieszkała w małej miejscowości Forks w stanie Waszyngton. Jej rodzice rozwiedli się, gdy dziewczyna miała sześć miesięcy. Renee przeniosła się wraz z córką do Riverside w Kalifornii, a następnie do Phoenix w Arizonie, kiedy Bella miała pięć lat. Jako siedemnastolatka przeprowadziła się z Phoenix do swego ojca, aby z nim zamieszkać. Tam poznaje rodzinę Cullenów i swojego przyszłego męża. W powieści Przed świtem zmienia nazwisko na Cullen.

### Wygląd

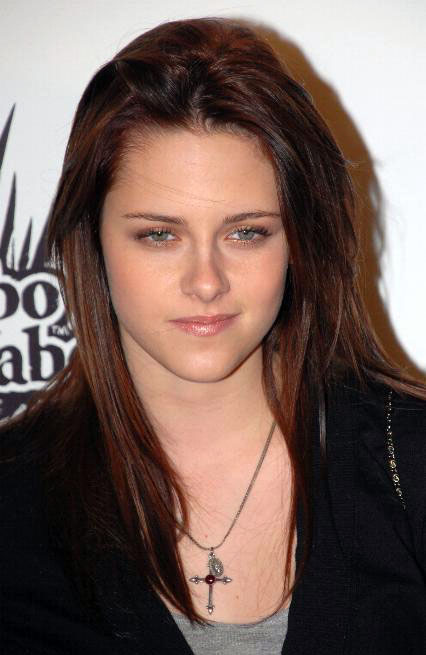
Aktorka odgrywająca rolę Belli – Kristen Stewart

Bella jest opisana jako dziewczyna o bardzo jasnej karnacji. Ma długie, gęste ciemnobrązowe włosy i oczy o barwie mlecznej czekolady oraz pełne usta. Wyjątkowo niezdarna, łatwo się potyka i kaleczy. Nie maluje się i preferuje wygodę. Do założenia bardziej eleganckich kreacji zwykle zmusza ją Alice. Po przemianie jej skóra jeszcze bardziej jaśnieje, a oczy przybierają barwę szkarłatu, lecz z czasem jaśnieją.

### Przedstawienie w filmie
W adaptacjach filmowych postać tę odgrywała aktorka Kristen Stewart. Autorka powieści Stephenie Meyer stwierdziła, że jest bardzo podekscytowana obsadzeniem Stewart w tej roli. Określiła Stewart jako osobę o wszechstronnym doświadczeniu w różnych gatunkach filmowych – komedii, horrorze, filmie akcji i innych – i z tego powodu doskonale nadającą się do roli w filmie, który łączy elementy tych gatunków.

## Odbiór
Postać Belli otrzymała raczej negatywne oceny krytyków. Publishers Weekly stwierdził, że po jej przemianie w wampira (w powieści Przed świtem) praktycznie niemożliwe jest identyfikowanie się z tą postacią. Lian Lohr z Chicago Tribune porównał postać Belli z powieściowym przedstawieniem grupy wilkołaków i uznał ją za „mniej satysfakcjonującą”.